# Gare de Dachstein
La gare de Dachstein est une gare ferroviaire française de la ligne de Strasbourg-Ville à Saint-Dié, située sur le territoire des communes de Dachstein et de Molsheim, dans la collectivité européenne d'Alsace, en région Grand Est.
Elle est mise en service en 1864 par la Compagnie des chemins de fer de l'Est. 
C'est une halte voyageurs de la Société nationale des chemins de fer français (SNCF) du réseau TER Grand Est, desservie par des trains express régionaux.

## Situation ferroviaire
Établie à 169 mètres d'altitude, la gare de Dachstein est située au point kilométrique (PK) 16,335 de la ligne de Strasbourg-Ville à Saint-Dié entre les gares de Duttlenheim et de Molsheim.

## Histoire
La station de « Dachstein - Altorf » est mise en service le 28 septembre 1864. par la Compagnie des chemins de fer de l'Est lorsqu'elle ouvre à l'exploitation le chemin de fer vicinal n°1 bis de Strasbourg à Barr.
En 2014, c'est une gare voyageurs d'intérêt local (catégorie C : moins de 100 000 voyageurs par an de 2010 à 2011), qui dispose de deux quais et deux abris.

## Fréquentation
De 2015 à 2024, selon les estimations de la SNCF, la fréquentation annuelle de la gare s'élève aux nombres indiqués dans le tableau ci-dessous.
| Année     | 2015   | 2016   | 2017   | 2018   | 2019    | 2020   | 2021   | 2022    | 2023    | 2024    |
| --------- | ------ | ------ | ------ | ------ | ------- | ------ | ------ | ------- | ------- | ------- |
| Voyageurs | 69 998 | 69 926 | 80 157 | 88 930 | 106 254 | 67 074 | 80 022 | 117 623 | 113 800 | 118 712 |

## Service des voyageurs

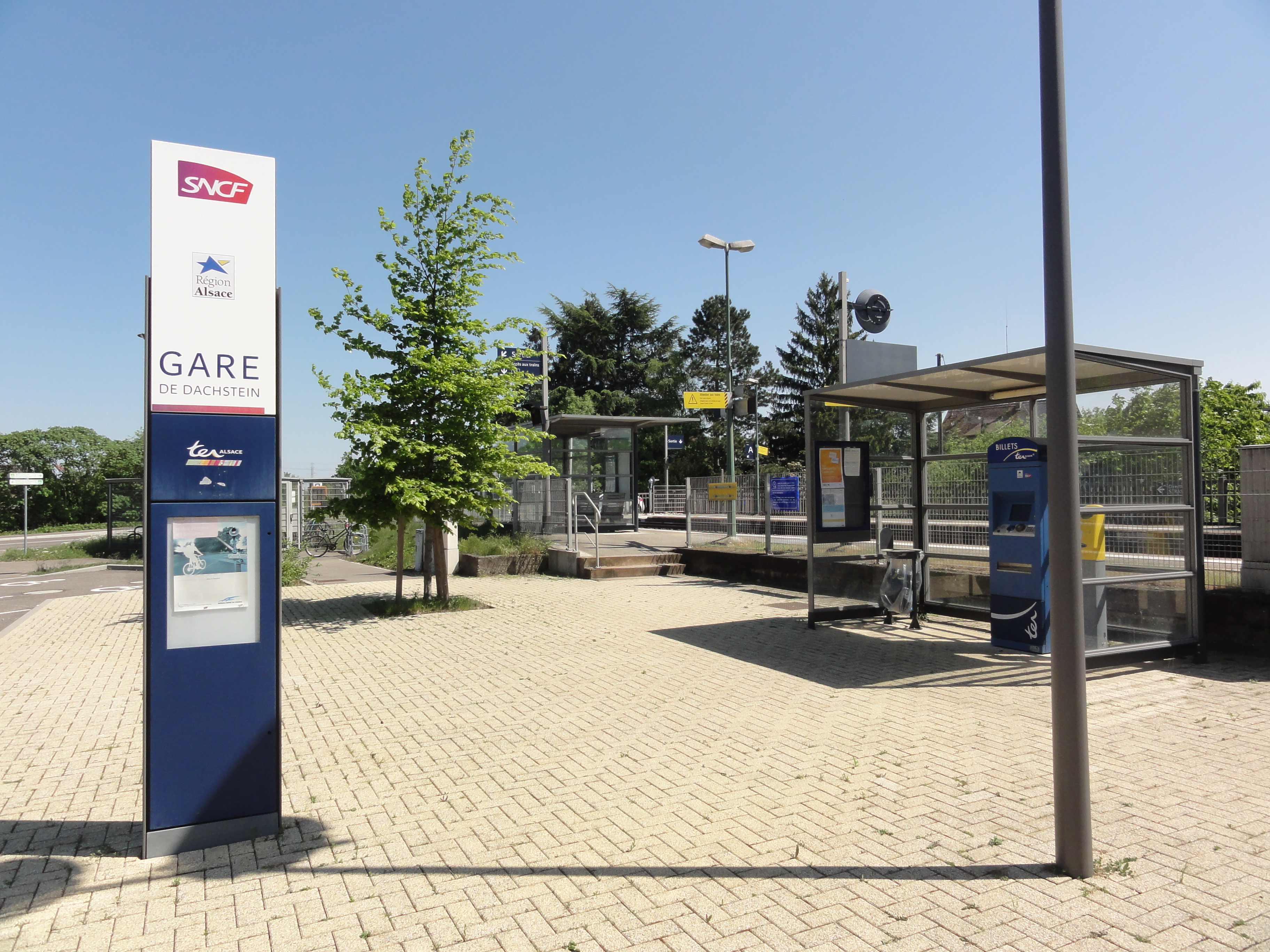
Aménagement de la gare

### Accueil
Halte SNCF, c'est un point d'arrêt non géré (PANG) à accès libre. Elle est équipée d'automates pour l'achat de titres de transport, elle dispose de deux quais avec abris.
La traversée des voies s'effectue par le passage à niveau routier.

### Desserte
Dachstein est une halte voyageurs SNCF du réseau TER Grand Est desservie par des trains express régionaux de la relation Strasbourg - Entzheim-Aéroport - Molsheim (ligne 18).

### Intermodalité
Un parc pour les vélos et un parking pour les véhicules y sont aménagés.